# توني كونراد
توني كونراد (بالإنجليزية: Tony Conrad)‏ (و. 1940 – 2016 م) هو ملحن، ومخرج أفلام، وموسيقي، ومؤلفو موسيقى تصويرية، وكاتب، وممثل أفلام أمريكي، ولد في كونكورد، نيوهامبشر، شارك في دوكومنتا 5 ‏، ودوكومنتا 6 ‏، ومعرض دوكومنتا التاسع ‏، يستخدم آلات كمان، توفي في تشيكتاواغا، عن عمر يناهز 76 عاماً، بسبب ذات الرئة.

## التعليم
تعلم في جامعة هارفارد
.

## وصلات خارجية
- توني كونراد على موقع IMDb (الإنجليزية)
- توني كونراد على موقع ألو سيني (الفرنسية)
- توني كونراد على موقع ميوزك برينز (الإنجليزية)
- توني كونراد على موقع أول موفي (الإنجليزية)
- توني كونراد على موقع قاعدة بيانات الأفلام السويدية (السويدية)
- توني كونراد على موقع إن إن دي بي (الإنجليزية)
- توني كونراد على موقع أول ميوزيك (الإنجليزية)
- توني كونراد على موقع ديسكوغز (الإنجليزية)
- توني كونراد على موقع قاعدة بيانات الفيلم (الإنجليزية)
- توني كونراد على موقع كينوبويسك (الروسية)